# Rivière Quinchien
La rivière Quinchien est un cours d'eau baignant les villes de Saint-Lazare et Vaudreuil-Dorion, dans la municipalité régionale de comté (MRC) de Vaudreuil-Soulanges, dans la région de la Montérégie, au Québec, au Canada.

## Géographie
D'une longueur de 15 km, la rivière Quinchien coule vers l'est en territoire agricole et urbain, pour aller se déverser dans la baie de Vaudreuil dans la rivière des Outaouais entre Vaudreuil et l'île Perrot, à environ un kilomètre des rapides de Vaudreuil, jadis désignés rapides Quinchien.

## Histoire
L'ouvrage Dictionnaire des rivières et des lacs de la province de Québec (1914) fait référence à cette rivière. Dans ses notes historiques consacrées à Vaudreuil, le chanoine Adhémar Jeannotte mentionne que ce toponyme tire son origine de la déformation du nom amérindien Quenechouan. En 1613, Samuel de Champlain souligne qu'après avoir traversé le lac des Deux Montagnes, « nous passasmes un sault, qui est appelé (...) Quenechouan qui est remply de pierres et de rochers... ».
Cet hydronyme serait d'origine algonquine signifiant petit rapide,,.
Le toponyme rivière Quinchien a été officialisé le 5 décembre 1968 à la Banque des noms de lieux de la Commission de toponymie du Québec.